# عيدان عوفر
عيدان عوفر ((بالعبرية: עידן עופר‏) ؛ من مواليد 2 أكتوبر 1955) رجل أعمال وملياردير إسرائيلي له مصالح في الشحن والحفر والتعدين. وهو مؤسس شركة تانكر باسيفيك ومدير مجموعة كوانتم باسيفيك القابضة، وهو المساهم الأكبر في باسيفيك دريلينج المدرجة في بورصة نيويورك، وشركة إسرائيل المدرجة في بورصة تل أبيب، وكذلك كينون هولدنجز المدرجة في كلا البورصتين.

## النشأة
ولد عيدان عوفر عام 1955. والده هو سامي عوفر، القطب الإسرائيلي في الشحن ذي الأصول الرومانية.  تعيش والدته أفيفا عوفر في لندن. لديه أخ هو الملياردير إيال عوفر.
نشأ عوفر في حيفا، وأدى خدمته العسكرية الإلزامية في البحرية الإسرائيلية، حيث شغل منصب نائب قائد زورق دورية. تخرج من جامعة حيفا بدرجة بكالوريوس العلوم في الاقتصاد والشحن، ثم حصل على درجة الماجستير في إدارة الأعمال من كلية لندن للأعمال في الثمانينيات.

## المسيرة المهنية
بدأ حياته المهنية من خلال توسيع أعمال الشحن العائلية في هونغ كونغ في الثمانينيات. ثم عمل في سنغافورة والولايات المتحدة. أسس في عام 1989 تانكر باسيفيك، وهي الآن أكبر أسطول تخزين مملوك للقطاع الخاص على مستوى العالم. 
وهو رئيس مجموعة كوانتوم باسيفيك، وهي شركة قابضة مقرها غيرنزي. وهو أيضًا المساهم الأكبر في باسيفيك دريلينج، وهي شركة عامة مدرجة في بورصة نيويورك، ومؤسسة إسرائيل، أكبر ملكية عامة مدرجة في بورصة تل أبيب. شغل منصب رئيس مجلس إدارة شركة إسرائيل من 1999 إلى 2010، وعضواً في مجلس إدارتها من 1999 إلى 2013.   وقد عمل في المجالس الاستشارية لشركة Synergy Ventures و Aspect Enterprise Solutions. كان مستثمرًا في شركة Better Place ، وهي شركة سيارات كهربائية أفلست في مايو 2013.
في عام 2014، أسس شركة كينون القابضة كشركة منبثقة عن شركة إسرائيل،  التي تركز بشكل أساسي على الأعمال الموجهة نحو النمو في صناعات السيارات والطاقة. لقد ورثت الشركة بعض الاستثمارات التي كانت تمتلكها سابقًا شركة إسرائيل، مثل كوروس وهو مشروع مشترك تم إنشاؤه بالشراكة مع شيري للسيارات لصنع سيارات بهدف الوصول إلى سوق «شاب ذو عقلية دولية» في الصين. تشمل الاستثمارات الأخرى شركة زيم لخدمات الشحن المتكاملة وآي سي باور. كما تضم إنكيا إنيرجي، وهي شركة طاقة بيروفية تابعة لشركة آي سي باور. في غضون ذلك، تحتفظ شركة إسرائيل باستثمارات في مصافي النفط والكيماويات الإسرائيلية.
وهو أيضًا عضو في المجلس الاستشاري لمجلس العلاقات الخارجية ومجلس عميد كلية جون ف. كينيدي للإدارة الحكومية بجامعة هارفارد. مع ريتشارد برانسون وآخرين، هو مؤسس مشارك في كاربون وور روم، وهي مؤسسة فكرية معنية بتغير المناخ مقرها واشنطن العاصمة. وبحسب صحيفة فايننشال تايمز، فهو «ليبرالي من تل أبيب على غرار حزب العمل الإسرائيلي القديم».
بعد وقت قصير من وفاة والده في عام 2011، ورث نصف ثروة والده. بالإضافة إلى ذلك، ورث نصف «المجموعة الواسعة» من الفن الحديث الخاصة به. نتيجة لذلك بحلول عام 2013 ، كان أغنى رجل في إسرائيل.   وفقًا لمجلة فوربس ، تبلغ ثروة إيدان عوفر 5.2 دولار مليار و394 أغنى شخص في العالم.

## الرياضة
في عام 2018، اشترى عوفر حصة 51٪ عبر مجموعة كوانتم باسيفيك في نادي نادي فاماليساو البرتغالي لكرة القدم في دوري الدرجة الثانية الثانية، والذي زادت لاحقًا إلى 85٪ في عام 2019. في عام 2019، صعد فاماليساو إلى الدوري البرتغالي الممتاز. كما يمتلك عوفر حصة 32٪ في نادي أتلتيكو مدريد الإسباني لكرة القدم.

## انتقادات
تعرض عوفر لانتقادات شديدة في إسرائيل بسبب تهربه من الضرائب بالانتقال إلى لندن، لتهربه من دفع غرامة قدرها 100 مليون دولار لدولة إسرائيل بصفتها المساهم المسيطر في شركة مؤسسة إسرائيل، بسبب التلوث الناتج من مصانع الكيماويات التابعة له، ولأسلوب حياته الفخم. في عام 2014، زُعم أنه دفع لشركة التجسس الإسرائيلية بلاك كيوب لتتبع المعلومات السرية عن وزير المالية الإسرائيلي يائير لابيد ومسؤولين حكوميين آخرين والتلاعب بها واستغلالها في محاولة للتأثير على السياسة الضريبية.

## تبرعات
في عام 2013، تبرع بمبلغ 25 مليون جنيهًا إسترلينيًا مليون إلى جامعته في كلية لندن للأعمال من خلال مؤسسة عيدان وباتيا عوفر. نتيجة للهبة الخيرية، وهي أكبر تبرع خاص تتلقاه المدرسة على الإطلاق، قامت الكلية ببناء مركز سامي عوفر في عام 2017 تكريماً لوالده.
في عام 2013، قدم تبرعًا لكلية جون إف كينيدي الحكومية في جامعة هارفارد لإنشاء صندوق سامي عوفر للزمالة للقادة الناشئين من إسرائيل وفلسطين، وهو برنامج للمنح الدراسية للطلاب الإسرائيليين والفلسطينيين للدراسة، حيث يقدم دروسًا كاملة كل عام لأربعة طلاب إسرائيليين أو فلسطينيين أظهروا التزامهم بتعزيز السلام في المنطقة.
وقد قدم مع زوجته باتيا مساهمات خيرية في المتحف اليهودي في لندن.

## الحياة الشخصية
تزوج عيدان أربع مرات. زوجته الرابعة باتيا عوفر، تعمل في جمع التبرعات الخيرية. لديه خمسة أطفال. أقاموا في أرسوف بالقرب من تل أبيب حتى عام 2013. تقيم ابنته لي عوفر في مدينة نيويورك، ويقيم أطفاله الآخرون في لندن.